# Université britannique en Égypte
Pour les articles homonymes, voir BUE.
 (juin 2018).
Si vous disposez d'ouvrages ou d'articles de référence ou si vous connaissez des sites web de qualité traitant du thème abordé ici, merci de compléter l'article en donnant les références utiles à sa vérifiabilité et en les liant à la section « Notes et références ».
L'université britannique en Égypte (connue sous l'abréviation de BUE, translittération : al-ʿ Gamaa un al-bretāneya fi-Misr) est un organisme indépendant et laïque à but non lucratif d'enseignement supérieur, situé à El Shorouk, ville du gouvernorat du Caire (Égypte) située à quelque 30 km au nord du centre du Caire. Créé en septembre 2005, le campus de l'université s'étend sur environ 44 hectares. L'université a été inaugurée le 22 mars 2006, lors d'une cérémonie en présence du prince de Galles, duc de Cornouailles.
Elle est classée par le U.S. News & World Report au 44e rang du classement régional 2016 des universités arabes.

## Histoire
Depuis 1998, les Britanniques et le gouvernement égyptien avaient comme ambition la création d'une université britannique en Égypte, susceptible de former selon les standards britanniques des diplômés destinés à entrer dans des secteurs clés de l'économie égyptienne. Un groupe de Britanniques, menés par l'université de Loughborough, fournira l'orientation scolaire, l'enseignement et la gestion de la qualité, assurant ainsi une qualité de l'éducation égale à ce qui existe au Royaume-Uni.
La BUE accueille son premier groupe d'étudiants en septembre 2005, pour un cursus d'étude de licence sur un campus nouvellement construit. D'autres équipements sont construits par la suite, incluant un grand auditorium, des salles de conférence, une bibliothèque, des bâtiments destinés au personnel et un complexe de loisirs. L'espace disponible à l'intérieur des bâtiments est de 27 000 m2.
La BUE vise à encourager l'intégrité personnelle et universitaire, tout en favorisant l'excellence grâce à une philosophie d'avant-garde, de l'innovation et un esprit d'équipe. Dirigée vers la recherche, l'approche britannique de l'éducation vise à rendre les étudiants autonomes dans leur réflexion, sans leur dire ce qu'il faut penser. Cette approche personnalisée et indépendante àe l'apprentissage encourage les étudiants à développer la capacité et les compétences d'analyse et de résolution des problèmes. Les employeurs considèrent hautement ces compétences.
La BUE n'est pas seulement un établissement d'enseignement ; c'est aussi un centre social et culturel florissant qui a beaucoup à offrir aux étudiants de tous milieux sociaux, de tous âges et de toutes nationalités.
L'université fonctionne en liaison avec l'Agence britannique d'Assurance Qualité et délivre des diplômes similaires et ayant  un niveau équivalent à ceux du Royaume-Uni. La BUE et l'université de Loughborough (UL) ont signé un protocole d'entente, en vertu duquel l'UL valide les programmes de premier cycle de la BUE.
La BUE est aujourd'hui fermement établie et bien placée pour devenir une université de premier plan dans la région et d'établir une réputation mondiale comme un enseignement de haute qualité et de recherche.

## Liste des facultés
- Faculté d'administration des affaires et de sciences économiques et politiques
- Faculté de droit
- Faculté des arts et lettres
- Faculté de communication de masse
- Faculté des sciences de l'Ingénieur
- Faculté d'informatique
- Faculté de puériculture
- Faculté de pharmacie
- Faculté d'odontologie